# Jean-Pierre Aumont
Pour les articles homonymes, voir Aumont et Salomons.
Jean-Pierre Aumont est un acteur français, né le 5 janvier 1911 à Paris 9e et mort le 30 janvier 2001 à Gassin (Var).
Jeune premier vedette du cinéma français dans l'entre-deux-guerres, il participe également, durant sa longue carrière, à divers films américains.
Pendant la Seconde Guerre mondiale, il a combattu dans les Forces françaises libres.
Il est le père de l’actrice franco-américaine Tina Aumont et du directeur de la photographie français Jean-Claude Aumont.

## Biographie

### Origines familiales
Jean-Pierre Aumont naît le 5 janvier 1911 dans le 9e arrondissement de Paris, au 5 rue de Chantilly, sous le nom d'état civil de Jean-Pierre Philippe Salomons, d'Alexandre Abraham Salomons (Amsterdam, 1881 - New York, 1964) — un Juif hollandais administrateur d'une société (La Maison du blanc) et proche collaborateur de Raphaël-Edouard Worms —, et Suzanne Cahen (Paris, 1885 - Paris, 1940),,,, une actrice française. Il est « d'ascendance ashkénaze et séfarade ».
Un de ses oncles est le philosophe Henri Berr[réf. nécessaire] ; un autre est l'homme de lettres et chevalier de la Légion d'honneur Émile Berr[source insuffisante] ; un autre encore est le comédien Georges Berr[réf. nécessaire], sociétaire de la Comédie-Française ; son jeune frère fit une carrière de réalisateur de cinéma et de télévision sous le nom de François Villiers,.

### Débuts en France
Jean-Pierre Aumont est un jeune garçon qui a une « déplorable tendance de vouloir, à tout prix, s'amuser en tous lieux ». À neuf ans, ses parents l'envoient en pension à Ville-d'Avray où son professeur fouette les élèves tous les matins. Après des années scolaires tumultueuses, il s'oriente à 16 ans vers le théâtre, en cela influencé par le prestige de son grand-oncle Georges Berr ou impressionné à 10 ans, lors d'une représentation d'Andromaque à la Comédie-Française,, et prend des leçons de diction chez Eugène Larcher et des cours d'art dramatique chez Renée Du Minil, rue Bénouville. Il s'inscrit au Conservatoire de Paris comme figurant et y obtient un premier accessit mais s'en fait exclure pour n'avoir pu réfréner un fou-rire lors d'une scène d'Œdipe-Roi.

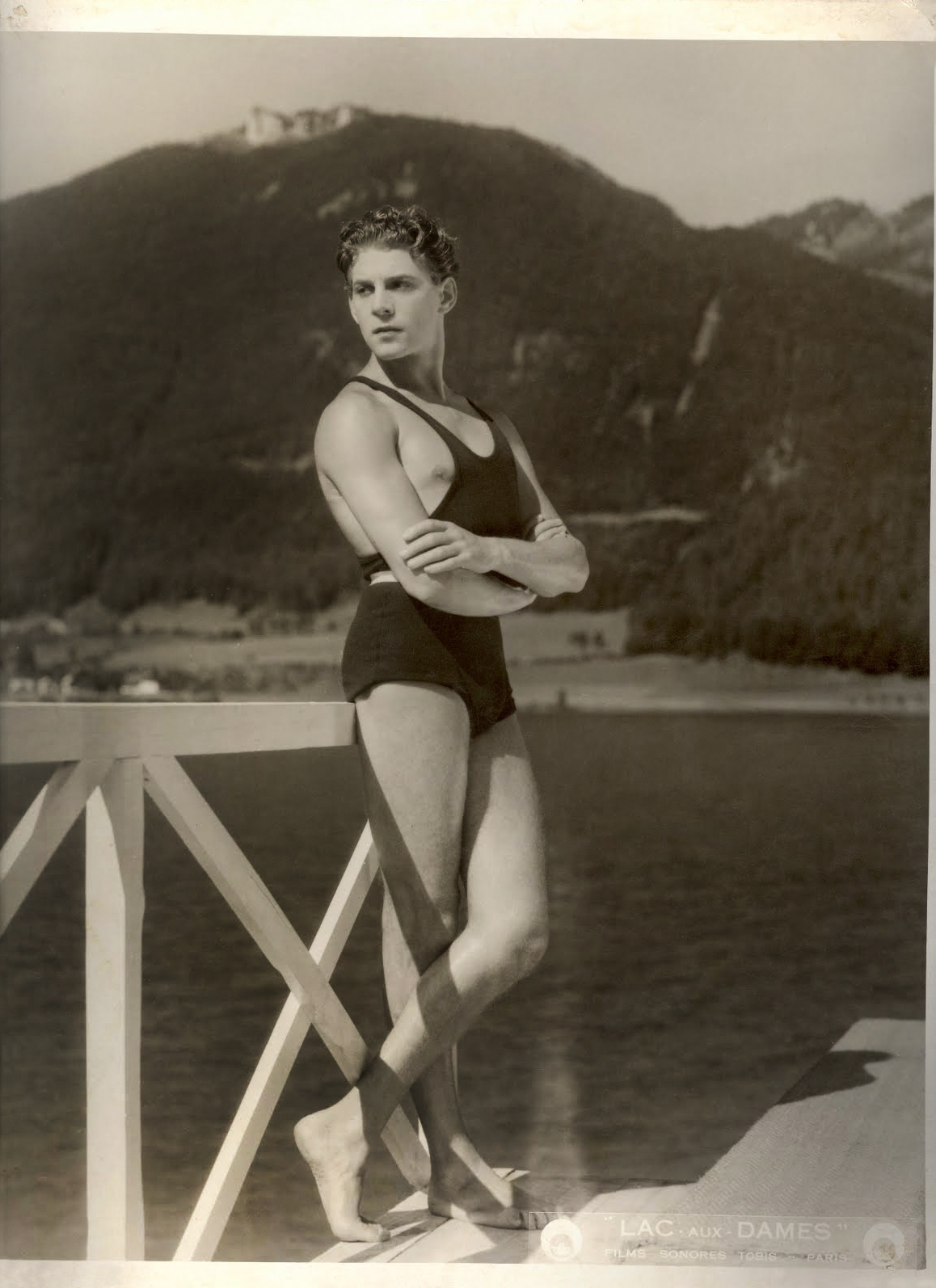
Jean-Pierre Aumont dans Lac aux dames (1934).

Fréquentant les coulisses du Théâtre-Français, il est repéré par Louis Jouvet qui le fait débuter dans sa troupe dans la comédie intitulée Le Prof' d'anglais ou le Système Puck de Régis Gignoux, en 1931. La même année, il apparaît en silhouette au cinéma dans Jean de la Lune puis obtient un premier rôle comme jeune ouvrier sombrant dans la délinquance dans Dans les rues de 1933. Il joue encore en 1933 dans des mélodrames de boulevards comme Le Voleur de Maurice Tourneur.
Doté d'une beauté physique particulièrement avantageuse, grand garçon blond aux yeux bleus, à la fois sportif et romantique, frais et optimiste, tantôt rieur « au sourire franc », tantôt rêveur, il n'a aucun mal à accéder à des rôles de jeune premier au cinéma qui lui ouvre grand ses portes,. Jean Cocteau lui confie en 1934 celui d'Œdipe dans sa Machine infernale, à la Comédie des Champs-Élysées, qui remporte un certain succès. Cette même année, il figure un soupirant sacrifié dans le film Maria Chapdelaine de Julien Duvivier.

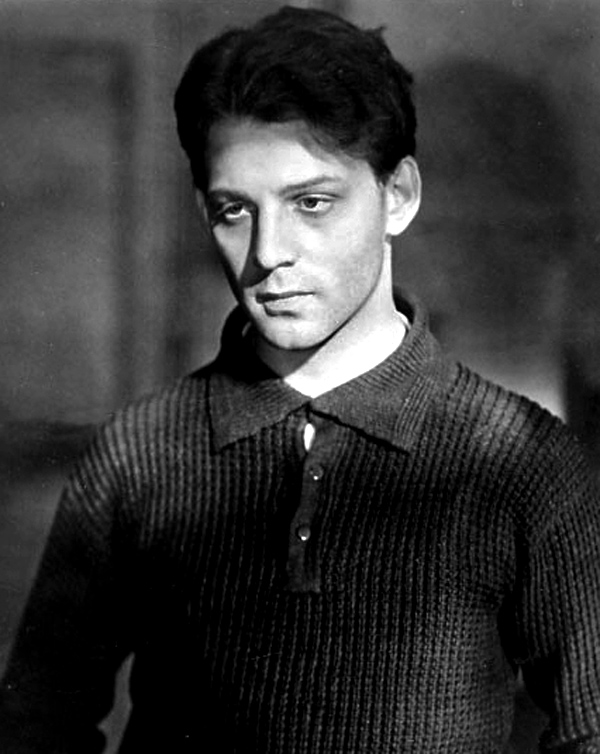
Publicité où figure Aumont, vers 1930.

Il triomphe en 1934 en tant que maître-nageur séduisant dans Lac aux dames de Marc Allégret avec Simone Simon et Michel Simon, puis obtient un rôle de laitier poétique en 1937 dans Drôle de drame de Marcel Carné avec Françoise Rosay et Michel Simon et celui d'un amant désespéré dans Hôtel du Nord (1938) du même Carné avec Annabella, Louis Jouvet et Arletty, films de belle notoriété.
En 1936, il est dans Tarass Boulba le fils de Tarass Boulba interprété par Harry Baur, et réalisé par Alexis Granowsky aux côtés de Danielle Darrieux. Il tourne pour Robert Siodmak Le Chemin de Rio en 1937 avec Jules Berry et Suzy Prim. Il joue également dans des feuilletons d'aventures tels que Chéri-Bibi, en 1938, de Léon Mathot.
Il joue au théâtre Le Cœur de Henry Bernstein avec Claude Dauphin au théâtre du Gymnase, en 1936, et Sérénade à trois avec Blanche Montel, de Noël Coward.
Il écrit également pour le théâtre, d'abord en 1937 L'Empereur de Chine puis L'Île heureuse, en 1950.
À la suite de l'invasion allemande, Aumont sert dans la 3e division blindée française entre 1939 et 1940.

### Seconde Guerre mondiale

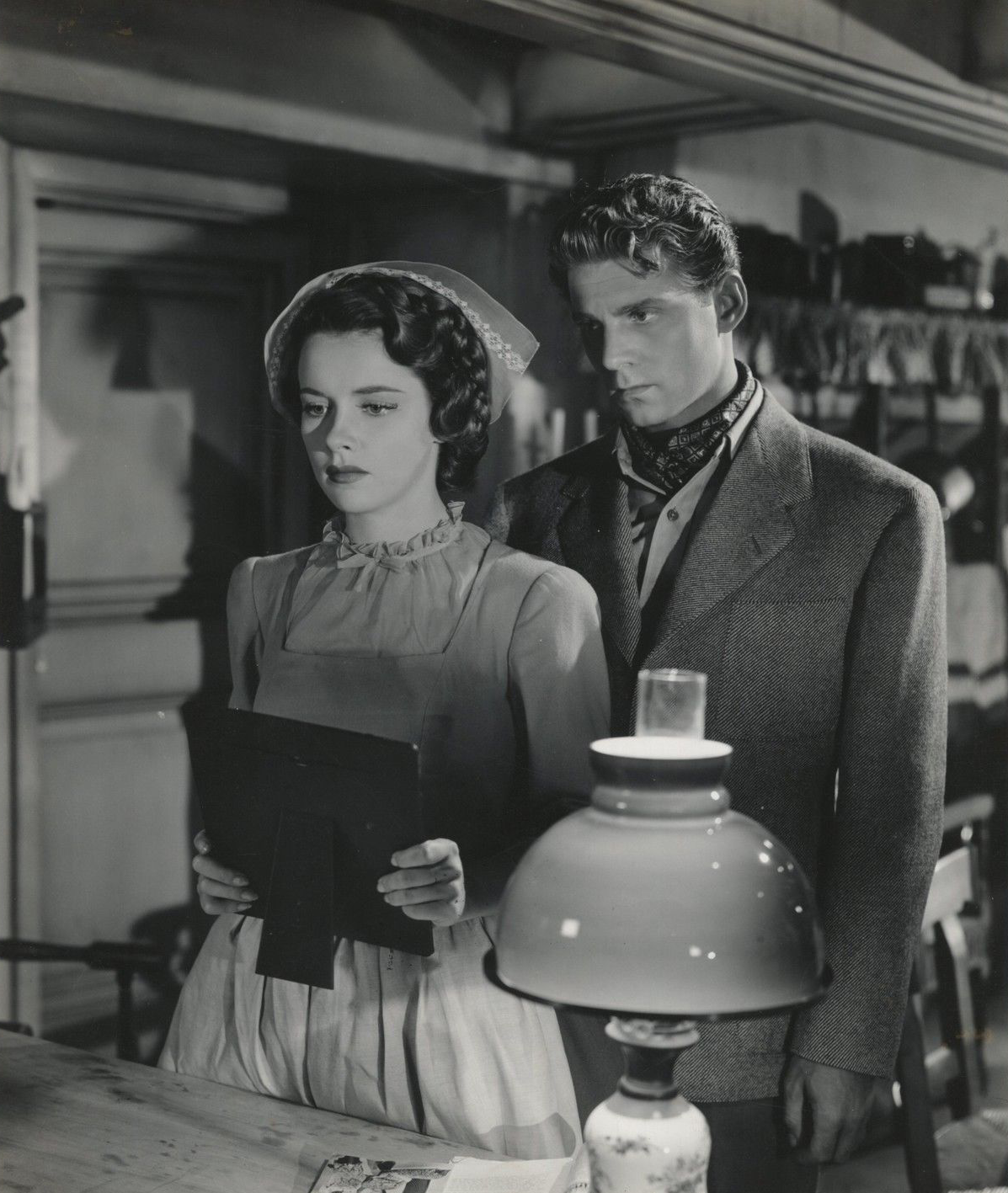
Jean-Pierre Aumont et Susan Peters dans Un commando en Bretagne (Assignment in Brittany), sorti en 1943.

Du fait de ses origines juives, Jean-Pierre Aumont obtient un visa de complaisance du consul du Honduras, Mauricio Claudio Rosal (de), qui lui permet, transitant par le Portugal et le Honduras, de s'exiler aux États-Unis en 1940, où il va rapidement devenir la « coqueluche française d'Hollywood »,,.
Dès son arrivée à New York, Antoine de Saint-Exupéry lui prête son duplex dominant l'île de Manhattan. Ne parlant pas encore l'anglais, il apprend phonétiquement ses répliques et part en tournée avec Katharine Cornell pour jouer un petit rôle dans Rose Burke, une pièce d'Henri Bernstein, qui récolte de mauvaises critiques mais sa prestation est remarquée,. La doublure de Jean-Pierre Aumont est alors un débutant du nom de Gregory Peck.
En 1943, il est la vedette de deux films de guerre ayant pour cadre le conflit en France : Un commando en Bretagne (Assignment in Brittany) de Jack Conway, avec Susan Peters, et La Croix de Lorraine (The Cross of Lorraine) de Tay Garnett avec Gene Kelly.
Abandonnant son confort californien, il s'engage dans les Forces françaises libres en juin 1943 et sert le cinéma de propagande,. Il fait partie des troupes qui libèrent la France, notamment en tant que lieutenant, aide de camp du général Diego Brosset, commandant la 1re division française libre. Il survit à la chute de la Jeep qui provoque la mort du général Brosset le 20 novembre 1944 au pont du Rahin, à Champagney en Haute-Saône. Il avait précédemment participé aux campagnes d'Afrique du Nord dont la Tunisie avec l'opération Torch, d'Italie et au débarquement de Provence,.
Blessé deux fois au cours de ces années, il reçoit la croix de guerre 1939-1945 et la Légion d'honneur.

### Carrière internationale

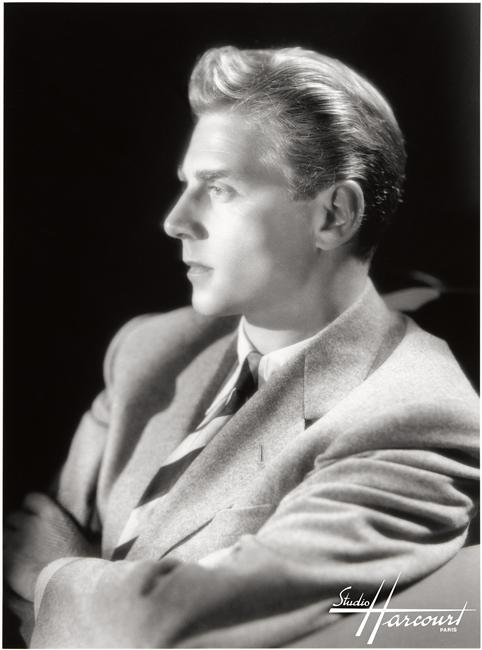
Jean-Pierre Aumont en 1946 (photo studio Harcourt).

Après la guerre, Jean-Pierre Aumont se partage entre l'Europe et les États-Unis.
En mai 1946, il interprète avec Michèle Morgan une adaptation pour la radio de L'Ombre d'un doute (Shadow of a doubt) diffusée sur la Chaîne parisienne. La même année, il joue avec Ginger Rogers dans la comédie Un cœur à prendre de Sam Wood.
Son charme et son élégance lui ayant ouvert les portes d'Hollywood, Jean-Pierre Aumont capture « l'admiration du public américain avec son charisme » et devient le nouveau French lover du cinéma outre-Atlantique.
En 1947, il joue le rôle du compositeur russe Nikolaï Rimski-Korsakov dans une fantaisie hollywoodienne intitulée Schéhérazade (Song of Scheherazade) aux côtés d'Yvonne De Carlo. Ses deux derniers films ayant été accueillis tièdement, Aumont décide de revenir en France avec sa femme dont la carrière décline, et leur fille Maria Christina, née en 1946. De temps à autre, il retourne sur le sol américain et apparaît à Broadway, notamment en 1949 avec son œuvre Figure of a Girl rebaptisée My Name Is Aquilon, une pièce où il joue avec Lili Palmer mais qui ne remporte pas un grand succès.
Il partage l'affiche avec María Montez, en 1949, dans le rôle du beau Hans le marin. Il tourne dans de nouvelles versions de L'Atlandide avec encore María Montez en 1948, et de Koenigsmark en 1953. Il travaille deux fois en 1951 pour Gilles Grangier mais l'impact de ses prestations reste limité. Cette même année, son épouse meurt tragiquement.

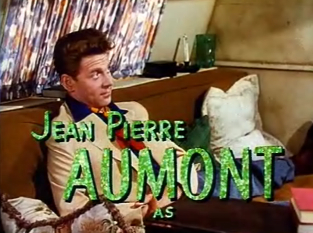
Jean-Pierre Aumont dans Lili (1953).

Dans les années 1950, Aumont semble mieux s'en sortir dans ses apparitions télévisées dans des œuvres classiques, notamment Les Armes et l'Homme et Crime et châtiment.
On le retrouve en 1953 dans Moineaux de Paris de Maurice Cloche aux côtés des Petits Chanteurs à la croix de bois et dans Lili de Charles Walters avec Leslie Caron et Mel Ferrer, pour la MGM. Il joue dans Si Versailles m'était conté… de Sacha Guitry, en 1954, et dans La Charge des lanciers, la même année, avec Paulette Goddard.
Dès 1957, il écrit ses mémoires intitulés Souvenirs provisoires. Par la suite, il écrira également des pièces de théâtre et des recueils de nouvelles.
Il joue à nouveau sur scène, pendant deux ans à Broadway, au début des années 1960 et apparaît dans les films suivants, dirigés par des réalisateurs américains Le Général ennemi (1960), Le Diable à 4 heures (1961) ou Le Couteau dans la plaie (1962). On le retrouve également dans The Heavenly Twins et A Second String, tenant le rôle-titre dans The Affairs of Anatol, Murderous Angels. Il effectue des apparitions dans des comédies musicales comme Tovarich aux côtés de Vivien Leigh,, Jacques Brel Is Alive and Well and Living in Paris, Pacifique Sud ou Gigi avec sa nouvelle épouse Marisa Pavan. Le couple forme également un numéro de cabaret chaleureusement accueilli à New York ; ils partent alors ensemble en tournée aux États-Unis.

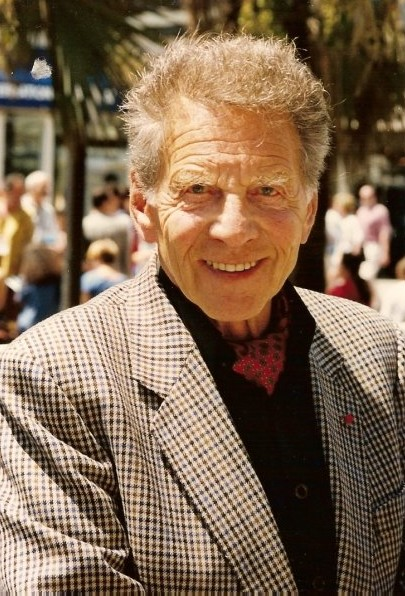
Jean-Pierre Aumont au Festival de Cannes 1993.

Jean-Pierre Aumont apparaît encore dans diverses productions théâtrales, cinématographiques ou télévisées françaises et étrangères, au milieu desquelles se détachent en 1973 un film remportant un grand succès, La Nuit américaine de François Truffaut, et encore Le Chat et la Souris de Claude Lelouch en 1975. Son activité cinématographique se ralentit dans les années qui suivent puis il tient des rôles de premier plan dans les remakes de Nana en 1982 et de Senso en 1993.
Il est membre du jury de Miss Univers en 1973 à Athènes en Grèce.
Dans les années 1990, il tient des petits rôles au cinéma ; notamment, James Ivory l'emploie dans Jefferson à Paris, en 1995. L'année précédente, en 1994, il joue aux côtés de Mylène Farmer dans le film Giorgino, premier long métrage de Laurent Boutonnat.
Durant sa carrière, il tourne en tout dans une cinquantaine de films, de Paris à Rome, de Londres à Hollywood.

### Décorations
Outre ses distinctions de croix de guerre puis une Légion d'honneur, Jean-Pierre Aumont est fait commandeur dans l'ordre des Arts et des Lettres en 1991 et reçoit un César d'honneur en 1992.

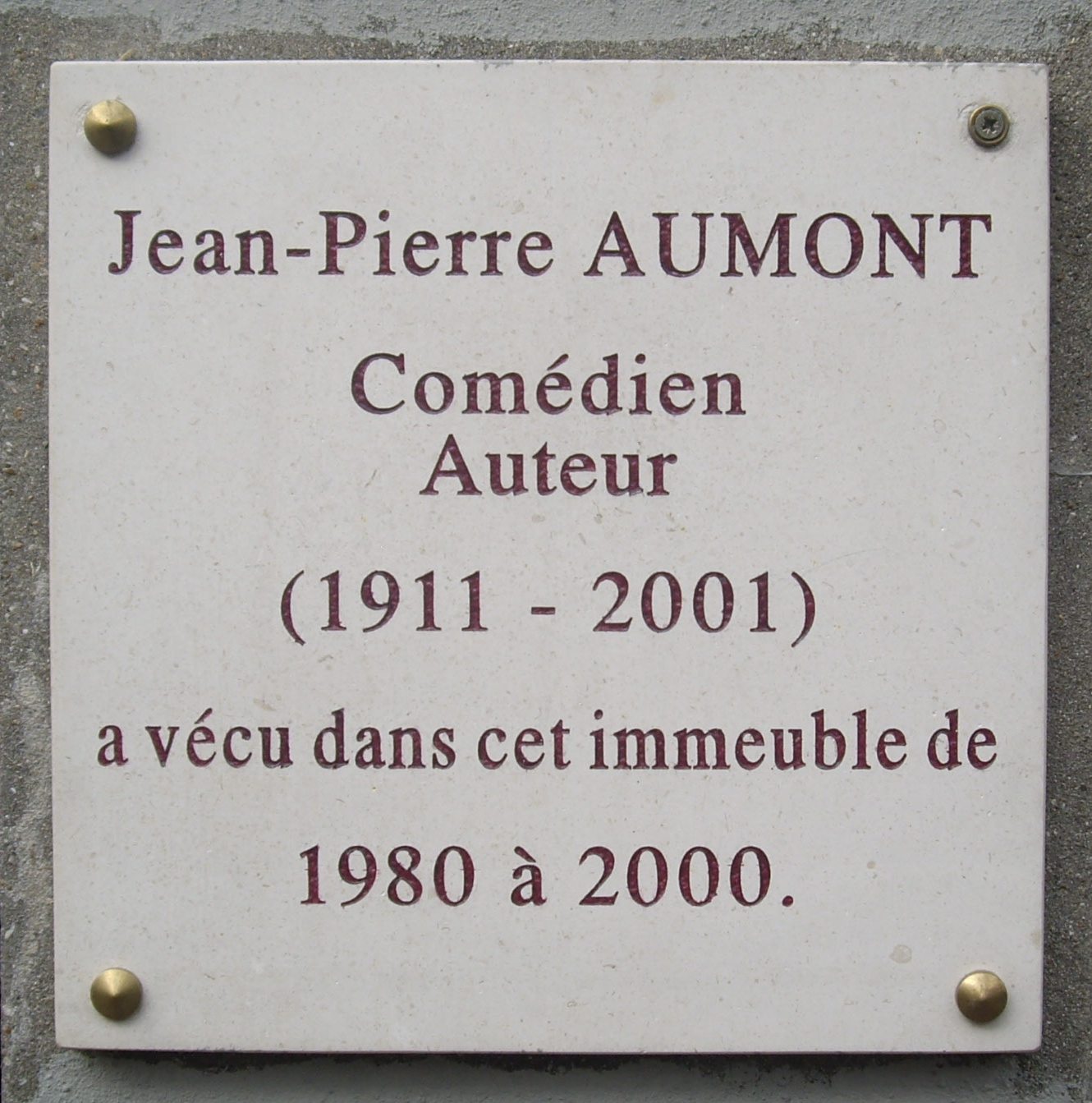
Plaque apposée sur l'immeuble du 4 allée des Brouillards (Paris).

### Vie privée
De 1934 jusqu'à son départ pour les États-Unis en 1940, Jean-Pierre Aumont est le compagnon de l'actrice française Blanche Montel, qui avait été l'épouse du cinéaste Henri Decoin de 1927 à 1934.
Aux États-Unis après trois mois de fréquentation, il épouse l'actrice dominicaine María Montez, avec laquelle il a ensuite une fille, Tina Aumont (1946-2006). Sont notamment présents à la noce ses amis Charles Boyer en tant que témoin, et Ronald Reagan. Son épouse María Montez est retrouvée morte noyée dans sa baignoire en 1951, dans leur pavillon situé rue des Raguidelles à Suresnes, où le couple vivait alors,.
Dans les années 1950, il a une liaison avec l'actrice Grace Kelly, future princesse de Monaco.
En 1956, il épouse en secondes noces à Santa-Barbara l'actrice italienne Marisa Pavan (1932-2023, sœur jumelle de Pier Angeli), avec qui il a deux fils, Jean-Claude Aumont (né en 1957) qui deviendra chef opérateur et Patrick Aumont (né en 1960). Le couple divorce en 1963, mais il se réconcilie rapidement et se marie à nouveau à San Clemente en Californie en 1969,.

Compagnes et épouses
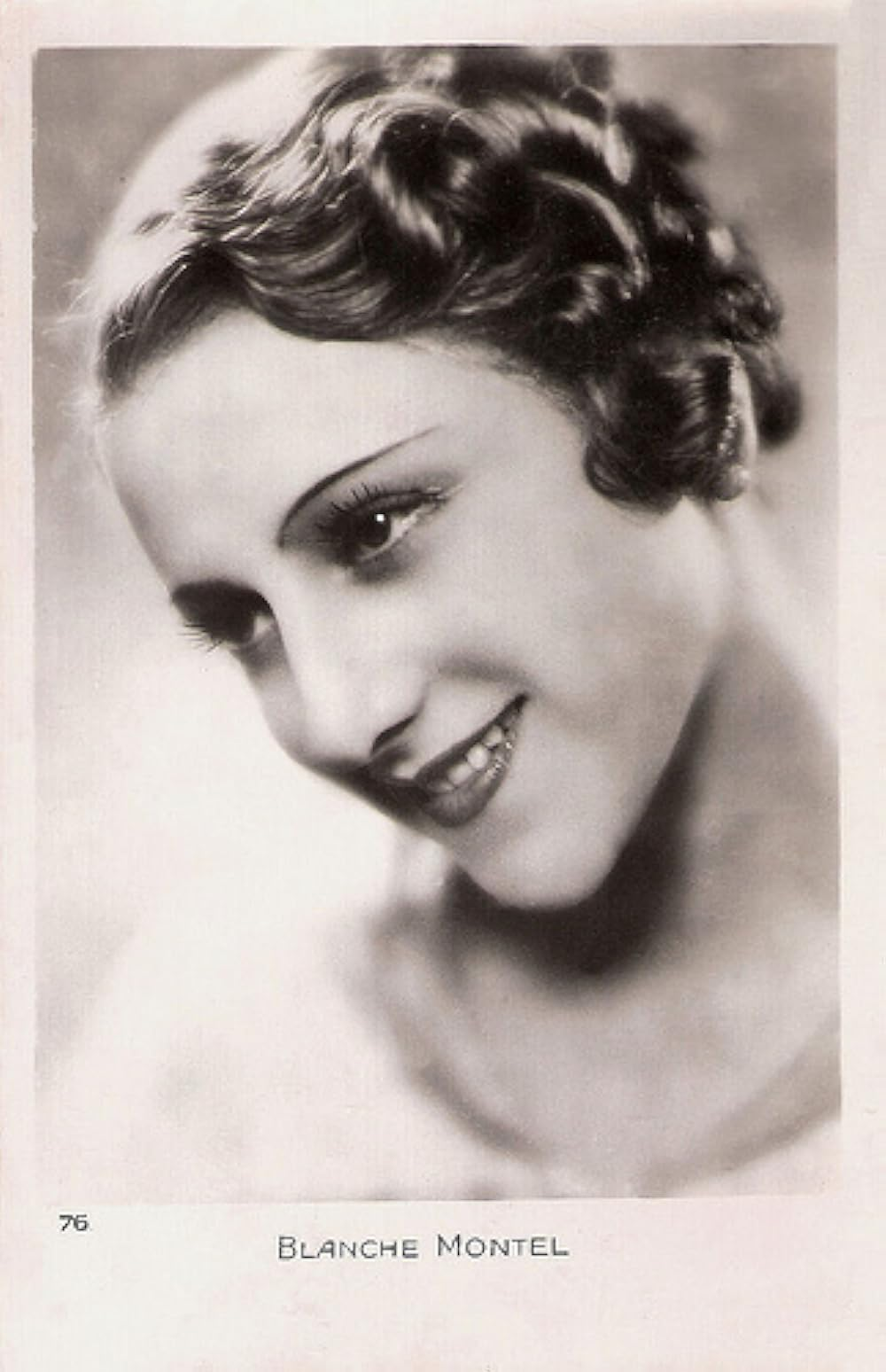
Blanche Montel, cliché de 1910-1920.
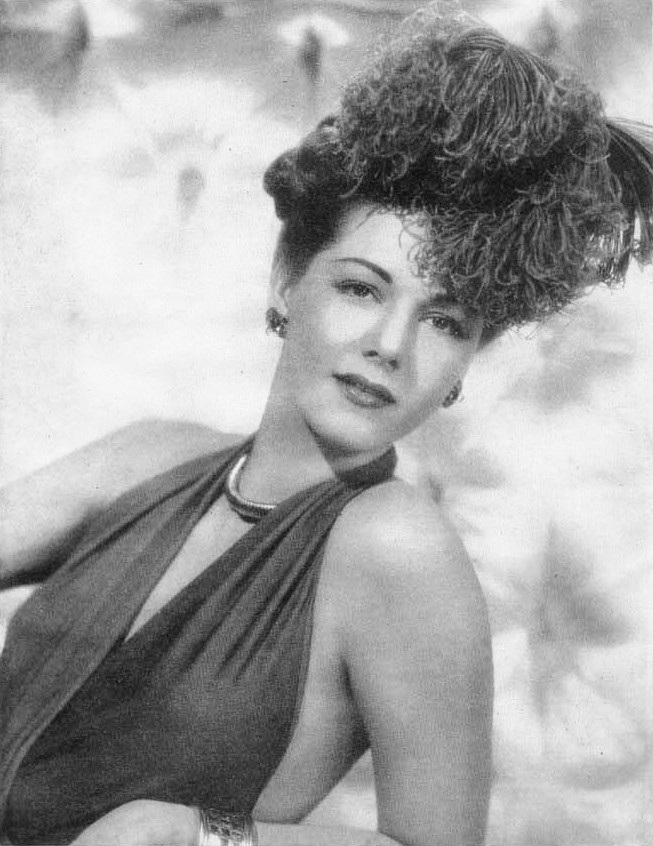
María Montez en 1944.
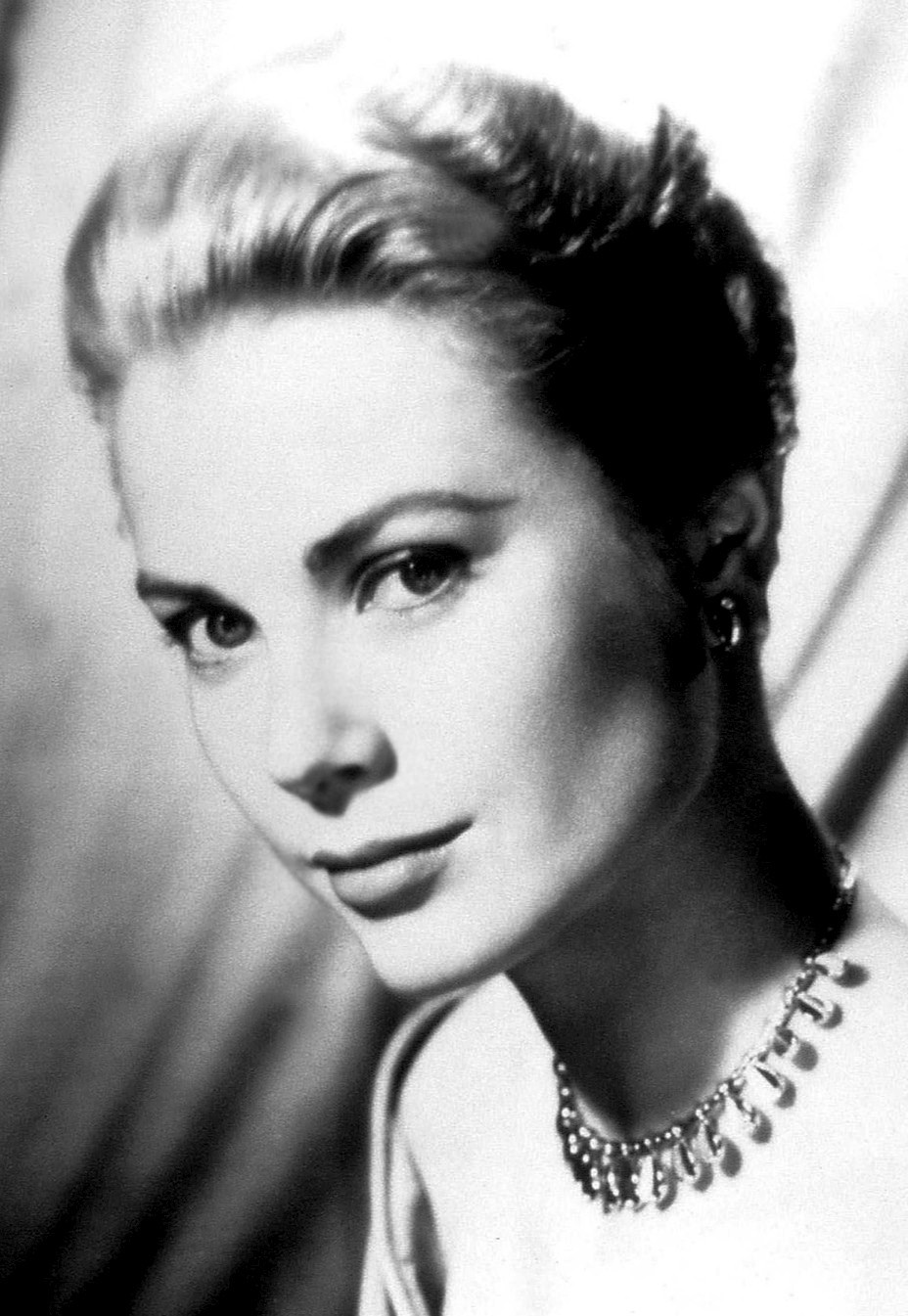
Grace Kelly, cliché de 1956.
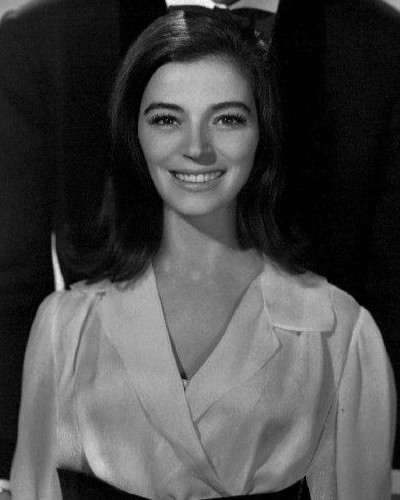
Marisa Pavan en 1965.

On lui connaît également des liaisons avec les actrices américaines Joan Crawford, Hedy Lamarr, Vivien Leigh et Barbara Stanwyck,,.
Il n'a évidemment pas de lien de parenté avec l'acteur Michel Aumont dont Aumont est le nom de naissance, à la différence de Jean-Pierre Aumont.
Il est le grand-père de plusieurs petits-enfants, Adrien, Lola et Misha qui sont les enfants de Jean-Claude Aumont, son fils aîné, et Ariane, Arthur et Anouk, enfants de son cadet Patrick Aumont.

### Mort, état civil et hommages
Âgé de 90 ans, Jean-Pierre Aumont meurt le 30 janvier 2001 à Gassin,, sur la Côte d'Azur, des suites d'une crise cardiaque,. Ses obsèques ont lieu au crématorium du cimetière du Père-Lachaise et ses cendres sont remises à la famille.
Jean-Pierre Aumont a fait enregistrer son nom de scène dans son état civil, comme le montre l'enregistrement le concernant dans le fichier des personnes décédées géré par l'Insee, enregistrement intitulé « Jean-Pierre Philippe Salomons dit Aumont ». Néanmoins, cette information juridique n'a pas été reportée en marge de son acte de naissance qui en conséquence ne la mentionne pas, à la différence de ce qui a été fait pour son frère le réalisateur François Villiers. La fille de Jean-Pierre Aumont, Tina Aumont, a également fait enregistrer officiellement ce même nom de scène, comme le montre aussi l'enregistrement la concernant dans le fichier des personnes décédées.
Une plaque en hommage à Jean-Pierre Aumont est dévoilée le 28 septembre 2008 au 4, allée des Brouillards, dans le 18e arrondissement de Paris, où il a longtemps habité.
Le 2 mai 2011, la Cinémathèque française célèbre son centenaire.
Il existe un « fonds Jean-Pierre Aumont » qui couvre son activité pour les années 1947 à 1984.

## Filmographie

### Cinéma
- 1931 : Jean de la Lune de Jean Choux : Alexandre
- 1931 : Échec et mat de Roger Goupillières : Jacques
- 1932 : Faut-il les marier ? de Pierre Billon et Karel Lamač : Jim
- 1933 : Dans les rues de Victor Trivas : Jacques
- 1933 : Un jour viendra de Gerhard Lamprecht et Serge Veber : Henri de Langillier
- 1933 : La Merveilleuse Tragédie de Lourdes d'Henri Fabert : Georges
- 1933 : Ève cherche un père de Mario Bonnard : Jacques de la Motte
- 1934 : Lac aux dames de Marc Allégret : Éric Heller
- 1934 : Le Voleur de Maurice Tourneur : Fernand Lagardes
- 1934 : Maria Chapdelaine de Julien Duvivier : Lorenzo Surprenant
- 1935 : Les Yeux noirs de Victor Tourjanski : Karpoff
- 1935 : L'Équipage de Anatole Litvak : Herbillon
- 1935 : Les Beaux Jours de Marc Allégret : Pierre
- 1936 : Tarass Boulba d'Alexis Granowsky : André Boulba
- 1936 : La Porte du large de Marcel L'Herbier : Pierre Villette
- 1937 : Le Chemin de Rio de Robert Siodmak : Henri Voisin
- 1937 : Drôle de drame ou L'Étrange Aventure du docteur Molyneux de Marcel Carné : Billy, le laitier
- 1937 : Le Messager de Raymond Rouleau : Gilbert Rollin
- 1937 : Maman Colibri de Jean Dréville : Georges de Chambry
- 1937 : La Femme du bout du monde de Jean Epstein : le lieutenant Jacquet
- 1938 : Chéri-Bibi de Léon Mathot : Raoul Palas
- 1938 : Hôtel du Nord de Marcel Carné : Pierre
- 1938 : Le Paradis de Satan de Félix Gandéra : Jean Larcher
- 1938 : Belle Étoile de Jacques de Baroncelli : Jean-Pierre
- 1939 : Le Déserteur ou Je t'attendrai de Léonide Moguy : Paul Marchand
- 1939 : S.O.S. Sahara de Jacques de Baroncelli : Paul Moutier
- 1943 : Un commando en Bretagne (Assignment in Brittany) de Jack Conway : Bertrand Corlay / le capitaine Pierre Matard
- 1943 : La Croix de Lorraine (The Cross of Lorraine), de Tay Garnett : Paul Dupré
- 1944 : Croix de Lorraine en Italie, court métrage de François Villiers[b] : uniquement le commentaire
- 1946 : Un cœur à prendre (Heartbeat) de Sam Wood : Pierre de Roche
- 1947 : Schéhérazade (Song of Scheherazade) de Walter Reisch : Nikolaï Rimski-Korsakov
- 1948 : Le Destin de Léopold Ier (The first gentleman) d'Alberto Cavalcanti : le prince Léopold
- 1948 : L'Atlantide (Siren of Atlantis) d'Arthur Ripley et Gregg Tallas : André Saint Avit
- 1949 : Hans le marin de François Villiers[b] : Eric Martin, alias Hans Norben
- 1949 : Golden Arrow de Gordon Parry : André Marchand
- 1950 : La vie commence demain, documentaire de Nicole Vedrès
- 1950 : L'Homme de joie de Gilles Grangier : Henri Perlis
- 1951 : L'Amant de paille de Gilles Grangier : Stanislas Michodier
- 1951 : La Vengeance du corsaire (La vendetta del corsaro) de Primo Zeglio : Enrico di Roccabruna
- 1951 : Dernier rendez-vous (Ultimo incontro) de Gianni Franciolini : Michele Bonesi
- 1951 : Hollywood sur Seine, court métrage de François Villiers[b]
- 1952 : Les loups chassent la nuit de Bernard Borderie : Cyril
- 1953 : Moineaux de Paris de Maurice Cloche : Césarin
- 1953 : Lili de Charles Walters : Marc
- 1953 : Kœnigsmark de Solange Térac : Raoul Vignerte
- 1953 : Vedettes en pantoufles, court métrage de Jacques Guillon
- 1954 : La Charge des lanciers (Charge of the lancers) de William Castle : le capitaine Eric Evoir
- 1954 : Si Versailles m'était conté… de Sacha Guitry : le cardinal de Rohan
- 1955 : Dix-huit Heures d'escale de René Jolivet : Robert
- 1955 : Napoléon de Sacha Guitry : Régnault de Saint-Jean d'Angély
- 1955 : Mademoiselle de Paris de Walter Kapps : Maurice Darnal
- 1956 : L'Impudique (Hilda Crane) de Philip Dunne : le professeur Jacques De Lisle
- 1957 : La Passe dangereuse (The seventh sin) de Ronald Neame : Paul Duvelle
- 1959 : La Verte Moisson de François Villiers[b] (uniquement codialoguiste)
- 1959 : John Paul Jones, maître des mers (John Paul Jones) de John Farrow : Louis XVI
- 1960 : Le Général ennemi (The Enemy General) de George Sherman : Durand
- 1961 : La Blonde de Buenos Aires (es) (Una americana en Buenos Aires) de George Cahan : le fiancé français
- 1961 : Le Diable à 4 heures (The devil at four o'clock) de Mervyn LeRoy : Jacques
- 1961 : Le Puits aux trois vérités de François Villiers[b] : un invité au vernissage
- 1961 : L'Art de vivre, court métrage d'Édouard Berne
- 1962 : Les Sept Péchés capitaux, sketch L'Orgueil : le mari
- 1962 : Le Couteau dans la plaie (Five miles to midnight) d'Anatole Litvak : Alan Stewart
- 1962 : Un dimanche d'été (Una domenica d'estate) de Giulio Petroni
- 1962 : L'Affaire du cheval sans tête (The horse without a head) de Don Chaffey : l'inspecteur Sinet
- 1962 : Sócio de Alcova (pt) de George Cahan : Mike Voray
- 1963 : Vacances portugaises de Pierre Kast : Jean-Pierre
- 1965 : Había una vez un tractor, moyen métrage de Leopoldo Torre Nilsson
- 1967 : Le Collectionneur de cadavres (Blind man's bluff) de Edward Mann
- 1969 : Un château en enfer (Castle keep) de Sydney Pollack : le comte de Maldorais
- 1970 : Le Collectionneur de cadavres de Santos Alcocer : Claude Marchand
- 1971 : L'Homme au cerveau greffé de Jacques Doniol-Valcroze : Jean Marcilly
- 1971 : Biribi de Daniel Moosmann : le général
- 1973 : La Nuit américaine de François Truffaut : Alexandre
- 1974 : Le Chasseur d'ombres de Teri Mc Luhan : le commentateur de la version française
- 1974 : Vérités et Mensonges d'Orson Welles : simple apparition
- 1975 : Les Deux Missionnaires (Porgi l'altra guancia) de Franco Rossi : Delgado
- 1975 : The Happy Hooker de Nicholas Sgarro : Yves St. Jacques
- 1975 : Le Chat et la Souris de Claude Lelouch : M. Richard
- 1975 : Catherine et Compagnie de Michel Boisrond : le marquis de Puisargue
- 1975 : Mahogany de Berry Gordy : Christian Rosetti
- 1976 : Des journées entières dans les arbres de Marguerite Duras : le fils
- 1978 : Black out... et la terreur commence (New York black out) d'Eddy Matalon : Henri
- 1978 : Deux Solitudes (Two solitudes) de Lionel Chetwynd : Jean-Claude Tallard
- 1979 : Un bout de paradis (Something short of paradise) de David Helpern : Jean-Fidel Mileau
- 1981 : Allons z'enfants d'Yves Boisset : le commandant Félix
- 1981 : Difendimi dalla notte de Claudio Fragasso
- 1982 : La villa delle anime maledette de Carlo Ausino
- 1982 : Nana de Dan Wolman : Muffat
- 1983 : La Java des ombres de Romain Goupil : M. Jean
- 1984 : Le Sang des autres de Claude Chabrol : : M. Blomart
- 1986 : On a volé Charlie Spencer de Francis Huster : : le héros, séquence de l'hôtel du Nord
- 1987 : Sweet Country de Michel Cacoyannis : M. Araya
- 1988 : À notre regrettable époux de Serge Korber : Alexandre Mouton-Sabrat
- 1989 : Le Français libre de Jim Goddard : Edmond de Roujay
- 1990 : Los Mares del sur de Manuel Esteban : Marqués de Munt
- 1991 : Devenir Colette de Danny Huston : le capitaine
- 1991 : Une étoile pour deux (A Star for Two) de Jim Kaufman
- 1994 : Giorgino de Laurent Boutonnat : Sébastien
- 1995 : Jefferson à Paris (Jefferson in Paris) de James Ivory : d'Hancarville
- 1996 : La Propriétaire d'Ismail Merchant : Franz Legendre

### Télévision
- 1951 : Robert Montgomery Presents, épisode A christmas gift
- 1951 : Celanese Theatre, épisode No Time for Comedy
- 1952 : Goodyear Television Playhouse (en), épisode A Softness in the Wind
- 1952 : Studio One, épisode Letter from an Unknown Woman
- 1953 : The Philco Television Playhouse, épisode The Way of the Eagle
- 1953 : Lux Video Theatre (en) (série)
- 1954 : Lady Warner a disparu de François Chatel
- 1954 : Studio 57 (série) de Paul Landres
- 1955 : The Martha Raye Show (série)
- 1956 : Climax! (série) : Father James Cannon
- 1957 : Errol Flynn Theater (série) de Lawrence Huntington
- 1957 : Kraft Television Theatre (série)
- 1958 : Playhouse 90 (série)
- 1960 : Letter to Loretta (série)
- 1960 : So Help Me, Aphrodite
- 1960 : The United States Steel Hour (en) (série)
- 1963 : The Patty Duke Show (série) : Andre Malon
- 1963 : L'Affaire du cheval sans tête
- 1965 : The Nurses (série) : Dr Joseph De Carlo
- 1967 : Le comte Yoster a bien l'honneur, épisode La Troisième Prophétie de l'ange de la mort
- 1968 : Les Chevaliers du ciel (série) de François Villiers[c]
- 1968 : Les Règles du jeu (The Name of the Game), épisode The White Birch : Emilio Fazio
- 1969 : Au théâtre ce soir, pièce Carlos et Marguerite de Jean Bernard-Luc, mise en scène Christian-Gérard, réalisation Pierre Sabbagh, théâtre Marigny
- 1970 : La Pomme de son œil de François Villers : Roland de Mailly
- 1972 : Comme il vous plaira d'Agnès Delarive : le duc
- 1972 : Joyeux Chagrins de François Gir : Max Aramont
- 1975 : Au théâtre ce soir, pièce On croit rêver de Jacques François, mise en scène de l'auteur, réalisation Pierre Sabbagh, théâtre Édouard-VII
- 1975 : N'oubliez pas que nous nous aimons de Luc Godevais : Franck
- 1976 : Starsky et Hutch de William Blinn, épisode Murder at Sea : Captain La Rue
- 1977 : Rendez-vous en noir (série) de Claude Grinberg : Garrisset
- 1978 : La Corde au cou (série) de Marcel Moussy : le comte de Claudieuse
- 1979 : Paris-Vichy d'Anne Revel : Alexis
- 1979 : Le Petit Théâtre d'Antenne 2, pièce La Belette de Charles Vildrac
- 1979 : La croisière s'amuse, épisode Saison 3 épisode 7 « Une équipe de choc »
- 1979 : The French Atlantic Affair (série) de Douglas Heyes : le chef Jean-Claude Raffin
- 1979 : Beggarman, voleur de Lawrence Doheny : Jean Delacroix
- 1980 : Les Diamants de l'oubli (The Memory of Eva Ryker) de Walter Grauman : l'inspecteur Laurier
- 1980 : Un temps pour les miracles de Michael O'Herlihy : le père DuBois
- 1981 : Carte Vermeil d'Alain Levent : Michel Herboise
- 1981 : Arcole ou la terre promise de Marcel Moussy
- 1981 : Emmenez-moi au théâtre, pièce Le Fleuve étincelant de Charles Morgan : Lord Harroby
- 1982 : Pour l'amour du risque de Earl Bellamy : Andrew / Claude Beauvais
- 1983 : Quelques hommes de bonne volonté (série) de François Villiers[c] : Sampeyre
- 1983 : Les Beaux Quartiers de Jean Kerchbron : Quesnel
- 1984 : Simon et Simon (série)
- 1984 : L'Âge vermeil (série) de Roger Kahane : Jean Crémieu
- 1985 : Coup de soleil de Paul-Robin Banhaïoun : Gérard
- 1985 : La Reverdie de Philippe Condroyer : Fabre
- 1985 : Le Regard dans le miroir (série) de Jean Chapot : Vasco Pessoa
- 1986 : La Griffe du destin (Sins) de Douglas Hickox : le comte De Ville
- 1987 : Johnny Monroe téléfilm de Renaud Saint-Pierre : le père de Ben
- 1987 : Great Performances, épisode Melba de Rodney Fisher : le comte de Paris
- 1988 : Les Moulins des dieux de Lee Philips
- 1988 : Cinéma (série) de Philippe Lefebvre : Henri Marquet
- 1988 : Le Bonheur d'en face (série) de Teff Erhat : lui-même
- 1989 : Une histoire de deux villes de Philippe Monnier : Dr Alexandre Manette
- 1989 : Les Grandes familles (série) d'Édouard Molinaro : Oliver Meignerais
- 1989 : Les Millionnaires du jeudi (série)
- 1991 : Le Dernier Mot de Gilles Béhat : Gustave Durieux
- 1991 : Force de frappe (série) : Jean-Jacques Truffaut
- 1991 : Renseignements généraux, épisode  Le Démon de midi : Lord Malford
- 1991 : Crimes et Jardins de Jean-Paul Salomé : Lamoureux
- 1993 : Senso de Gérard Vergez : le comte Anton
- 1993 : Les Aventures du jeune Indiana Jones, épisode Paris, septembre 1908 de René Manzor : Edgar Degas

### Cinéastes ayant dirigé Jean-Pierre Aumont
- Sacha Guitry
- Jack Conway
- Robert Siodmak
- Jean Dréville
- Alberto Cavalcanti
- Marcel Carné
- Gilles Grangier
- Maurice Cloche
- Ronald Neame
- Claude Chabrol
- Marguerite Duras
- Léonide Moguy
- Michel Boisrond
- Sydney Pollack
- William Castle
- Yves Boisset
- John Farrow
- James Ivory
- George Sherman
- Mervyn LeRoy
- Bernard Borderie
- Claude Lelouch
- Marc Allégret
- Maurice Tourneur
- Julien Duvivier
- Marcel L'Herbier
- Anatole Litvak
- François Truffaut
- François Villiers[d]
- Pierre Kast
- Jack Conway
- Tay Garnett
- Sam Wood
- Charles Walters

## Théâtre

### Adaptation
- 1958 : Lucy Crown d'Irwin Shaw, mise en scène Pierre Dux, théâtre de Paris

### Auteur
- L'Empereur de Chine, pièce de théâtre en deux parties et quatre tableaux, préface de Jean Cocteau, créée en 1947, dans une mise en scène de Marcel Herrand au théâtre des Mathurins, et publiée par les éditions Nagel en 1948.
- L'Île heureuse, pièce de théâtre mise en scène par Pierre Dux, au théâtre Édouard-VII en 1951
- Un beau dimanche, jouée en 1952 au théâtre de la Michodière
- Farfada, 1957 Comédie-Wagram
- 1959 : Ange le Bienheureux, mise en scène Jacques Charon, théâtre des Célestins

### Comédien
- 1926 : Au grand large de Sutton Vane, mise en scène Louis Jouvet, Comédie des Champs-Élysées
- 1926 : Le Carrosse du Saint Sacrement de Prosper Mérimée, mise en scène Louis Jouvet, Comédie des Champs-Élysées
- 1930 : Le Prof d'anglais ou le système Puck de Régis Gignoux, mise en scène Louis Jouvet, Comédie des Champs-Élysées
- 1932 : La Pâtissière du village ou Madeleine d'Alfred Savoir, mise en scène Louis Jouvet, théâtre Pigalle
- 1934 : Au grand large de Sutton Vane, mise en scène Louis Jouvet, Comédie des Champs-Élysées
- 1934 : La Machine infernale de Jean Cocteau, mise en scène Louis Jouvet, Comédie des Champs-Élysées
- 1936 : Le Cœur d'Henri Bernstein, théâtre du Gymnase
- 1936 : Quartier nègre de Georges Simenon, Bruxelles, Théâtre royal des galeries Saint-Hubert.
- 1937 : Famille de Denys Amiel et Monique Amiel-Pétry, mise en scène Marcel André, théâtre Saint-Georges
- 1939 : L'Amant de paille de Marc-Gilbert Sauvajon et André Bost, mise en scène Jean Wall, théâtre Michel
- 1944 : Une grande fille toute simple d'André Roussin, mise en scène Louis Ducreux, théâtre des Ambassadeurs
- 1947 : L'Empereur de Chine de Jean-Pierre Aumont, mise en scène Marcel Herrand, théâtre des Mathurins
- 1949 : My Name Is Aquilon d'après L'Empereur de Chine de Jean-Pierre Aumont, adaptation Philip Barry, mise en scène Robert B. Sinclair, Lyceum Theatre (New York)
- 1950 : Le Voyage de Henry Bataille, mise en scène Henri Bernstein, théâtre des Ambassadeurs
- 1953 : Les Pavés du ciel d'Albert Husson, mise en scène Christian-Gérard, théâtre des Célestins
- 1954 : Carlos et Marguerite de Jean Bernard-Luc, mise en scène Christian-Gérard, théâtre de la Madeleine
- 1954 : Les Pavés du ciel d'Albert Husson, mise en scène Christian-Gérard, Comédie-Caumartin
- 1955 : Il y a longtemps que je t'aime de Jacques Deval, mise en scène Jean Le Poulain, théâtre Édouard-VII
- 1955 : The Heavenly Twins d'après Les Pavés du ciel d'Albert Husson, mise en scène Cyril Ritchard, Booth Theatre
- 1956 : Amphitryon 38 de Jean Giraudoux, mise en scène Claude Sainval, Comédie des Champs-Élysées
- 1958 : L'Impromptu de Barentin de André Maurois, Festival de Barentin
- 1959 : Ange le Bienheureux de Jean-Pierre Aumont, mise en scène Jacques Charon, théâtre des Célestins
- 1959 : Mon père avait raison de Sacha Guitry, mise en scène André Roussin, théâtre de la Madeleine
- 1960 : A Second Sting de Lucienne Hill d'après Colette, mise en scène Raymond Gérôme, Eugene O'Neill Theatre (New York)
- 1962 : Flora de Fabio Mauri et Franco Brusati, mise en scène Jules Dassin, théâtre des Variétés
- 1963 : Tovarich de Anne Croswell et Lee Pockriss, mise en scène Peter Glenville, Broadway Theatre, Winter Garden Theatre
- 1970 : Camino Real de Tennessee Williams, mise en scène Milton Katselas, Vivian Beaumont Theatre (New York)
- 1971 : Les Anges meurtriers de Conor Cruise O'Brien, mise en scène Joan Littlewood, théâtre national de Chaillot
- 1971 : Murderous Angels de Conor Cruise O'Brien, mise en scène Gordon Davidson, Playhouse Theatre (New York)
- 1972 : Nous irons à Valparaiso de Marcel Achard, mise en scène Jacques-Henri Duval, théâtre des Célestins, tournée Herbert-Karsenty
- 1975 : Des journées entières dans les arbres de Marguerite Duras, mise en scène Jean-Louis Barrault, théâtre d'Orsay
- 1976 : Des journées entières dans les arbres de Marguerite Duras, mise en scène Jean-Louis Barrault, Ambassador Theatre (New York)
- 1981 : A Talent for Murder de Jerome Chodorov et Norman Panama, mise en scène Paul Aaron, Biltmore Theatre (New York)
- 1982 : Coup de soleil de Marcel Mithois, mise en scène Jacques Rosny, théâtre Antoine
- 1984 : Pense à l’Afrique d'après Think of Africa de Gordon Dryland, mise en scène Jean-Pierre Granval, théâtre Renaud-Barrault

## Distinctions

### Décorations
- Officier de la Légion d'honneur[Quand ?]
- Croix de guerre 1939–1945
- Chevalier de l'ordre national du Mérite
- Commandeur de l'ordre des Arts et des Lettres

### Récompense
- Césars 1991 : César d'honneur

## Box-office France
- 1955 : Napoléon de Sacha Guitry : 5 405 252 entrées.

## Publications
- Souvenirs provisoires, Julliard, 1957,  (ISBN 9782307063452)
- Le Soleil et les ombres, Robert Laffont, 1976 (prix Roland-de-Jouvenel de l’Académie française)
- Dis-moi d'abord que tu m'aimes, Flammarion, 1992